# 金南順
金 南順（キム・ナムスン、朝鮮語: 김남순、1980年5月7日 - ）は、大韓民国のアーチェリー選手。2000年シドニーオリンピックのアーチェリー競技で女子団体金、個人銀メダルを獲得した。

## ウェブリンク
- 김남순 - 세계 양궁 연맹
- 김남순 - Sports Reference.com